# Friedrich-Schiller-Gymnasium Pirna

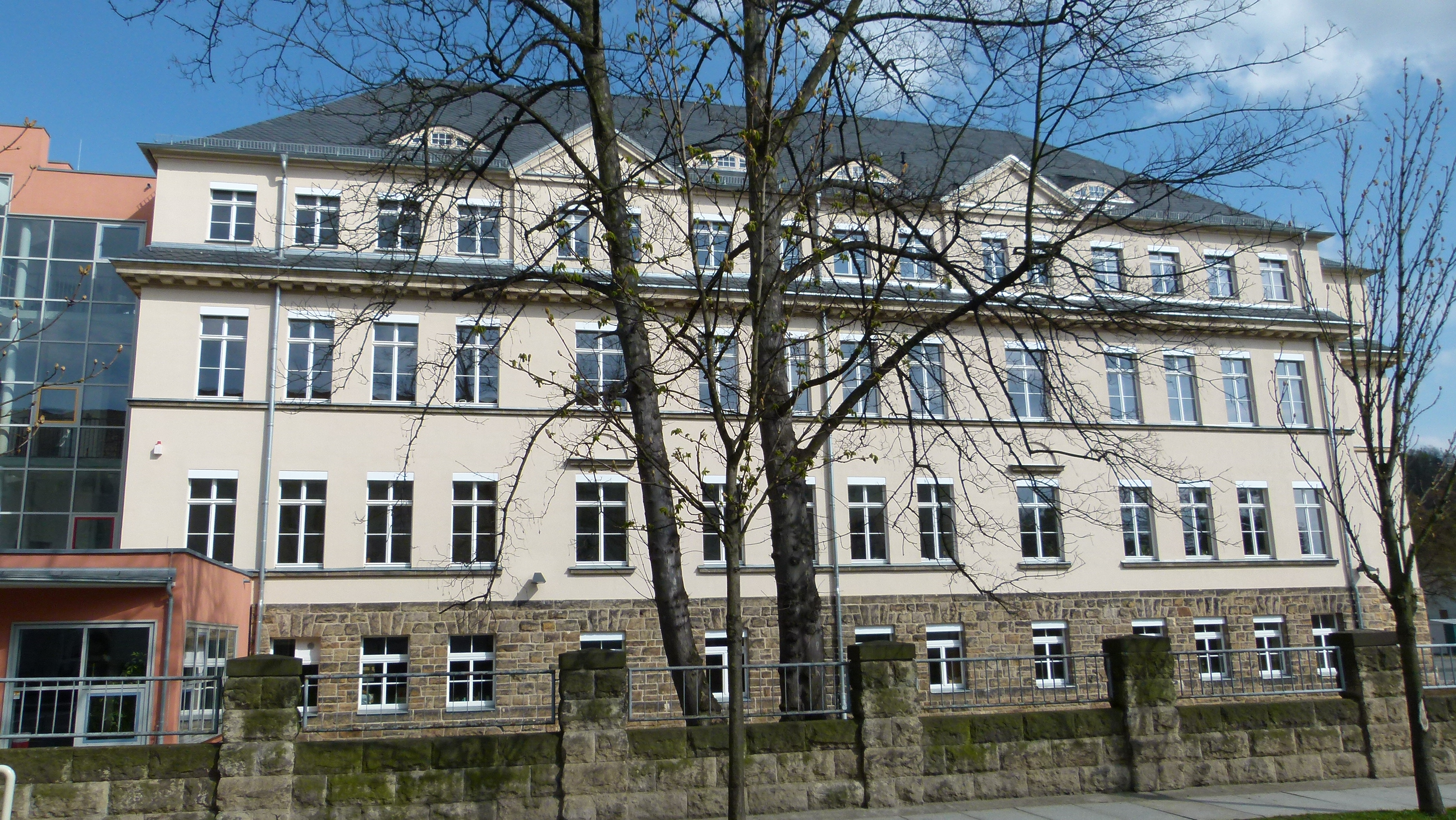
Rechter Gebäudeflügel des Gymnasiums

Das Friedrich-Schiller-Gymnasium ist eines der zwei Gymnasien der Stadt Pirna. Die Schule hat 851 Schüler und  84 Lehrer (Schuljahr 2020/21). Besondere Bedeutung gewinnt die Schule durch das seit dem 20. Mai 1998 vertraglich festgeschriebene deutsch-tschechische Bildungsprofil, was die Schule zum deutschlandweit einzigen deutsch-tschechischen Gymnasium macht.
Seit August 1998 werden jährlich 15 tschechische Siebtklässler begrüßt, die dann in einer gemeinsamen Klasse mit 15 deutschen Schülern teils separat muttersprachlich, teils separat fremdsprachlich und teils gemeinsam lernen. In der 12. Klasse legen dann alle Schüler das deutsche Abitur mit beurkundeter vollständiger Anerkennung durch die tschechische Schulaufsicht ab. Die tschechischen Schüler leben im schuleigenen Internat, welches sich im historischen Stadtkern auf der Schloßstraße befindet. Sie werden dort von tschechischem Lehrpersonal betreut. Durch binationale Veranstaltungen wird das Schulprofil gefestigt.
Im August 2006 fand eine Fusion mit dem 300 Meter entfernten ehemaligen Rainer-Fetscher-Gymnasium Pirna statt. Das Gebäude auf der Seminarstraße 3 in Pirna, ehemals Rainer-Fetscher-Gymnasium, wird seither mit seinen Unterrichtsräumen, der angrenzenden Turnhalle und einem Sportplatz genutzt.

## Chronik
Von 1873 bis 1876 wurde das Hauptgebäudes errichtet und am 12. Juni 1876 eingeweiht. Die Sporthalle wurde am 9. September 1876 benutzbar
Die Einweihung als Mittlere Volksschule und Höhere Mädchenschule folgte am 12. Juni 1899. Der Südflügel wurde 1914 angebaut. Die Höheren Mädchenschule wurde 1919 an die Goetheschule ausgegliedert. Während des Zweiten Weltkrieges war es eine allgemeine Volksschule und ein Infektionslazarett. Infolge des Luftangriffs auf Pirna wurde am 19. April 1945 der Westflügel zerstört. Nach 1945 wurde es zur Grundschule bis Klasse 8 für Jungen.
Das Gymnasium erhielt 1946 den Namen „Rainer Fetscher Oberschule“. 1957 gab es bereits eine Mittelschule, zum ersten Mal wurde eine 9. Klasse eingeführt und es wurde später zur allgemeinbildenden Polytechnischen Oberschule. Im Schuljahr 1990/91 wurde die allgemeinbildende Polytechnische Oberschule mit Leistungsklassen eingeführt. Im Schuljahr 1992/93 wurde ein Gymnasium, bestehend aus dem Hauptgebäude in Pirna und einer Außenstelle in Bad Schandau, mit Tschechisch als Partnersprache eingerichtet. Der erste Abiturjahrgang wurde feierlich am 25. Juni 1994 entlassen. Im Juli 1997 wurde die Außenstelle Bad Schandau geschlossen.
Am 20. Mai 1998 wurde der Vertrag zur binationalen Ausbildung unterzeichnet. Bis zum Jahr 2000 wurde das Internat fertiggestellt. Das Seminargebäude wurde am 22. August 2001 durch Bundeskanzler Gerhard Schröder feierlich eingeweiht. Von 2003 bis 2007 wurde es mit dem Friedrich-Schiller-Gymnasium Pirna fusioniert. Am 28. Februar 2006 besuchten die beiden Staatspräsidenten Deutschlands und Tschechiens Horst Köhler und Václav Klaus das Gymnasium. Von 2006 bis 2009 wurde das Gebäude komplett renoviert und saniert.
Im Sommer 2017 wurden die Chemie-, Biologie und Physikfachkabinette im Südflügel des Gymnasiums saniert.

## Pädagogisches Profil des binationalen Schulprojekts
Die Schülerinnen und Schüler deutscher Herkunft und tschechischer Herkunft lernen ab dem 7. Schuljahrgang in gemeinsamen Schulklassen. Dabei werden sie nicht über die gesamte Unterrichtszeit gemeinsam unterrichtet, sondern in bestimmten Sachfächern (z. B. Geographie). Ab dem 11. Schuljahrgang lernen alle Schüler im Rahmen des Kurssystems mit der jeweiligen sprachlichen Vertiefung. Das Ziel des Sprachlernens wird durch das CertiLingua-Label genauer bestimmt. Spracherwerb und Sprachlernen sind nicht alleinige Ziele des Projekts, sondern auch soziale und interkulturelle Kompetenzen werden verfolgt.